# Pistolet Erma EP652/EP655
Erma EP652/EP655 – niemieckie pistolety samopowtarzalne. Przeznaczone do samoobrony. Obydwa wzory miały budowę wewnętrzną identyczną jak pistolety Erma EP552/EP555, ale ich zamkom nadano bardziej nowoczesny kształt. EP652 był zasilany amunicją .22 Long Rifle, a EP655 6,35 mm Browning. Oba wzory wyposażone były w mechanizm spustowy SA/DA. Skrzydełko bezpiecznika po lewej stronie zamka, bezpiecznik blokował iglicę. Zatrzask magazynka u dołu chwytu pistoletowego. 